# Млечник неедкий
Мле́чник нее́дкий (лат. Lactárius mitíssimus) — гриб рода Млечник (Lactarius) семейства Сыроежковые (Russulaceae). Условно-съедобен.

## Описание
- Шляпка ∅ 2—6 см, сначала выпуклая, потом воронковидная с небольшим бугорком, тонкая. Кожица абрикосового цвета, бархатистая, сухая, без концентрических зон.
- Пластинки приросшие или нисходящие, тонкие, средней частоты, кремовые, иногда с рыжеватыми пятнами.
- Споровый порошок кремово-розовый. Споры 9 × 7 мкм, орнаментированные, амилоидные.
- Ножка 3—8 см в высоту, ∅ 0,8—1,2 см, цилиндрическая, плотная, затем полая, одного цвета со шляпкой, в верхней части более светлая.
- Мякоть плотная, оранжеватая, под кожицей палевая или бледно-оранжевая, без особого запаха.
- Млечный сок белый, водянистый, не изменяющий окраску на воздухе, неедкий.

### Изменчивость
Желтоватые пластинки с возрастом становятся ярко-охристого цвета.

## Экологияи распространение
Образует микоризу с берёзой, реже дубом и елью, во мху и на подстилке, одиночно и небольшими группами, довольно часто.
Сезон: середина июля — октябрь (массово весь август и сентябрь).

## Сходные виды
- Млечник буроватый (Lactarius fuliginosus), от которого отличается более тёмной окраской шляпки и ножки, тонкой мякотью, длинной ножкой и местом произрастания.
- Lactarius fulvissimus крупнее, красновато-оранжевый, с резким неприятным запахом

## Синонимы

### Латинские синонимы
- Agaricus mitissimus Fr., 1821basionym
- Galorrheus mitissimus (Fr.) P. Kumm., 1871
- Lactifluus mitissimus (Fr.) Kuntze, 1891
- Lactarius subdulcis var. mitissimus  (Fr.) Bataille, 1908
- Lactarius aurantiacus var. mitissimus  (Fr.) J.E. Lange, 1928

### Русские синонимы
- Млечник оранжевый

## Пищевые качества
Условно съедобный гриб невысокого качества, используется солёным или маринованным. В Европе часто считается несъедобным.